# Schräglaufwinkel

Die graue Fläche stellt die Aufstandsfläche eines Reifens (von oben) dar; die gelb-gestrichelte Linie ist die Schnittlinie der Radmittenebene und der Fahrbahnebene; ist der Radaufstandspunkt; deutet den Geschwindigkeitsvektor des Radaufstandspunkts an und ist der Schräglaufwinkel

Der Schräglaufwinkel ist beim Reifen der Winkel zwischen dem Geschwindigkeitsvektor im Radaufstandspunkt und der Schnittlinie zwischen Radmittenebene und Fahrbahnebene.
Der Radaufstandspunkt ist der Schnittpunkt dreier Ebenen: der Radmittenebene, der Fahrbahnebene und einer Ebene, die senkrecht auf den beiden anderen steht und durch den Radmittelpunkt geht.
Ein Reifen, der geradeaus zeigt, während sich das Fahrzeug gleichförmig geradeaus bewegt, hat einen Schräglaufwinkel von 0°, ebenso wie ein ruhender Reifen; ein Reifen, der um bspw. 5° nach links zeigt, während sich das Fahrzeug wegen einer Linkskurve aufgrund von Untersteuern geradeaus weiter bewegt, weist einen Schräglaufwinkel von 5° auf.
Damit ein Reifen Seitenführungskräfte aufbauen kann, müssen sich die Profilteilchen in der Reifenaufstandsfläche verspannen. Beim frei rollenden Rad baut sich diese Verspannung zunächst dreiecksförmig unter dem Schräglaufwinkel auf. Im hinteren Bereich der Radaufstandsfläche geht die Verformung durch Gleitvorgänge teilweise wieder zurück. Aufgrund dieser asymmetrischen Seitenkraftverteilung resultiert ein Reifenrückstellmoment um die Hochachse. Dieses versucht den Radeinschlag zu verkleinern. Je größer der Gleitbereich im hinteren Teil der Aufstandsfläche ist, desto mehr nimmt das Reifenrückstellmoment wieder ab. Bei großen Schräglaufwinkeln kann es sogar negative Werte annehmen und wirkt entsprechend so, dass es den Radeinschlag vergrößern kann.

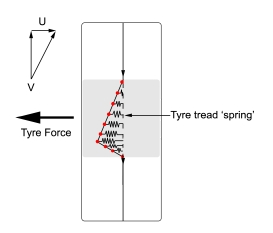
Verspannung der Profilteilchen im Latsch unter Schräglauf

## Werte
Ein Pkw-Reifen erreicht auf trockener Fahrbahn seine maximale Seitenführungskraft bei etwa 8–12° Schräglaufwinkel unterschiedlich je nach Fabrikat und Reifentyp (Sommer- oder Winterreifen), danach nimmt sie wieder ab. Das Lenkrad kündigt den Eintritt in diesen Grenzbereich an, da die Lenkkräfte zurückgehen. Bei Motorrädern liegt die maximale Seitenführungskraft am Hinterrad bei etwa 4° Schräglaufwinkel, beim Vorderrad darunter.
Besonders bei Sport- und Rennreifen beginnt der Grenzbereich schon bei relativ kleinen Schräglaufwinkeln und ist darüber hinaus recht schmal: der Reifen verliert abrupt die Haftung. Formel-1-Reifen haben ihre maximale Seitenführungskraft bei 5° (Slick) und 6° bei Rillenreifen, andere Rennreifen liegen unter 8° Schräglaufwinkel.